# 商陽穴
商陽穴是手陽明大腸經的腧穴，為大腸經之井穴。

## 釋名
商，五音之一，屬金；陽，陰陽之陽，指陽金。大腸屬金，在音為商。

## 定位
食指末節，橈側指甲旁約0.1寸
解剖：掌背動脈網、掌背靜脈網，布有來自正中神經的指掌側固有神經分支、橈神經的指背側神經。

## 主治
耳鳴、耳聾、齒痛、咽喉腫痛、胸滿、喘咳、頜腫、青盲、手指麻木、熱病汗不出、中風、昏迷，為急救穴之一。

## 操作
- 淺刺0.1寸，或點刺出血。[1][2]
- 針0.1─0.2寸，針尖向近側刺入出血，針感疼痛。灸三壯。[3]